# Malaxis schliebenii
Malaxis schliebenii är en orkidéart som först beskrevs av Rudolf Mansfeld, och fick sitt nu gällande namn av Victor Samuel Summerhayes. Malaxis schliebenii ingår i släktet knottblomstersläktet, och familjen orkidéer. Inga underarter finns listade i Catalogue of Life.